# كاميديا راديستي
كاميديا راديستي (بالإندونيسية: Kamidia Radisti) (ولدت في سورابايا، جاوا الشرقية، 23 فبراير 1984) مسابقة ملكة جمال إندونيسية، وفازت بلقب ملكة جمال إندونيسيا لعام 2007. مثلت مقاطعة جاوة الغربية. تنافست ضد 32 متنافسًا نهائيًا لتفوز باللقب.

## الروابط الخارجية
- Profil di Cineplex نسخة محفوظة 16 يوليو 2014 على موقع واي باك مشين.
- Profil di Kapanlagi

| الجوائز و الإنجازات            | الجوائز و الإنجازات | الجوائز و الإنجازات |
| ------------------------------ | ------------------- | ------------------- |
| سبقه Kristania Virginia Besouw | Miss Indonesia 2007 | تبعه Sandra Angelia |